# Neil Tiedemann
Neil Tiedemann (ur. 5 marca 1948 w Brooklynie) – amerykański duchowny katolicki, pasjonista, biskup diecezji Mandeville na Jamajce w latach 2008–2016, biskup pomocniczy brookliński w latach 2016–2023.

## Życiorys
W 1971 złożył śluby zakonne w Zgromadzeniu Męki Pańskiej. 16 maja 1975 przyjął święcenia kapłańskie. Przez pewien czas był duszpasterzem wiernych języka hiszpańskiego w amerykańskich parafiach w stanach: Nowy Jork, Massachusetts i New Jersey. W 1987 wraz z grupą pasjonistów udał się do Hondurasu. W 2006 roku został wybrany konsultorem wschodnioamerykańskiej prowincji zakonu. 20 maja 2008 papież Benedykt XVI mianował go biskupem diecezji Mandeville. 6 sierpnia 2008 arcybiskup Donald Reece – ówczesny metropolita Kingston udzielił mu sakry biskupiej w katedrze św. Pawła od Krzyża w Mandeville. 
29 kwietnia 2016 papież Franciszek mianował go biskupem pomocniczym Brooklinu, nadając mu stolicę tytularną Cova.
30 czerwca 2023 tenże sam papież przyjął jego rezygnacji z pełnionej funkcji.